# Phylolestes ethelae
Phylolestes ethelae (tên tiếng Anh: Hispaniolan Malachite) là một loài chuồn chuồn kim trong họ Synlestidae. Nó được tìm thấy ở Cộng hòa Dominica và Haiti môi trường sống tự nhiên của chúng là các khu rừng vùng núi ẩm nhiệt đới hoặc cận nhiệt đới và sông. Nó bị đe dọa do mất môi trường sống. Đây là loài duy nhất thuộc chi.